# Захарово (село, городской округ Клин)
Захарово — село в городском округе Клин Московской области России. Население — 252 чел. (2010).

## География
Деревня Захарово расположена на севере Московской области, в северной части городского округа Клин, примерно в 16 км к северу от города Клина, у границы с Тверской областью, на ручье Хвастун, левом притоке реки Ведомы (правый приток реки Дойбицы), высота центра над уровнем моря — 164 м. У южной окраины деревни проходит региональная автодорога 46Н-03760 (автотрасса М10 «Россия» — Борщево — Московское большое кольцо).

## История
Впервые деревня Захарово, расположенная в вотчине Троице-Сергиева монастыря, в документах XVII века, хорошо сохранившихся по Клинскому уезду, упоминается в 1646 году. К 1678 г. в ней насчитывается 14 дворов, но затем деревня приходит в запустение, однако в 1709 г. становится вновь поселённой: из вотчины того же монастыря — села Прилуки Углицкого уезда (левый берег р. Волга между г.г. Калязин и Углич) в неё были переселены около 30 крестьян. Позднее была построена, а 15 июня 1717 года освящена церковь Живоначальной Троицы, и деревня стала селом.[Переписная книга Клинского уезда 1715 г. «Церкви и сёла Клинского уезда до 1781 г.» Книга Рубцова Д. А. Православный приход храма св. вмч. Димитрия Солунского д. Аксеново Клинского района]
В середине XIX века в селе Захарово 2-го стана Клинского уезда Московской губернии государственных имуществ было 65 дворов, церковь, крестьян 266 душ мужского пола и 302 души женского.
В «Списке населённых мест» 1862 года — казённое село 2-го стана Клинского уезда по правую сторону Санкт-Петербурго-Московского шоссе по направлению из Клина в Тверь, в 30 верстах от уездного города и 16 верстах от становой квартиры, при колодцах, с 79 дворами, православной церковью и 568 жителями (266 мужчин, 302 женщины).

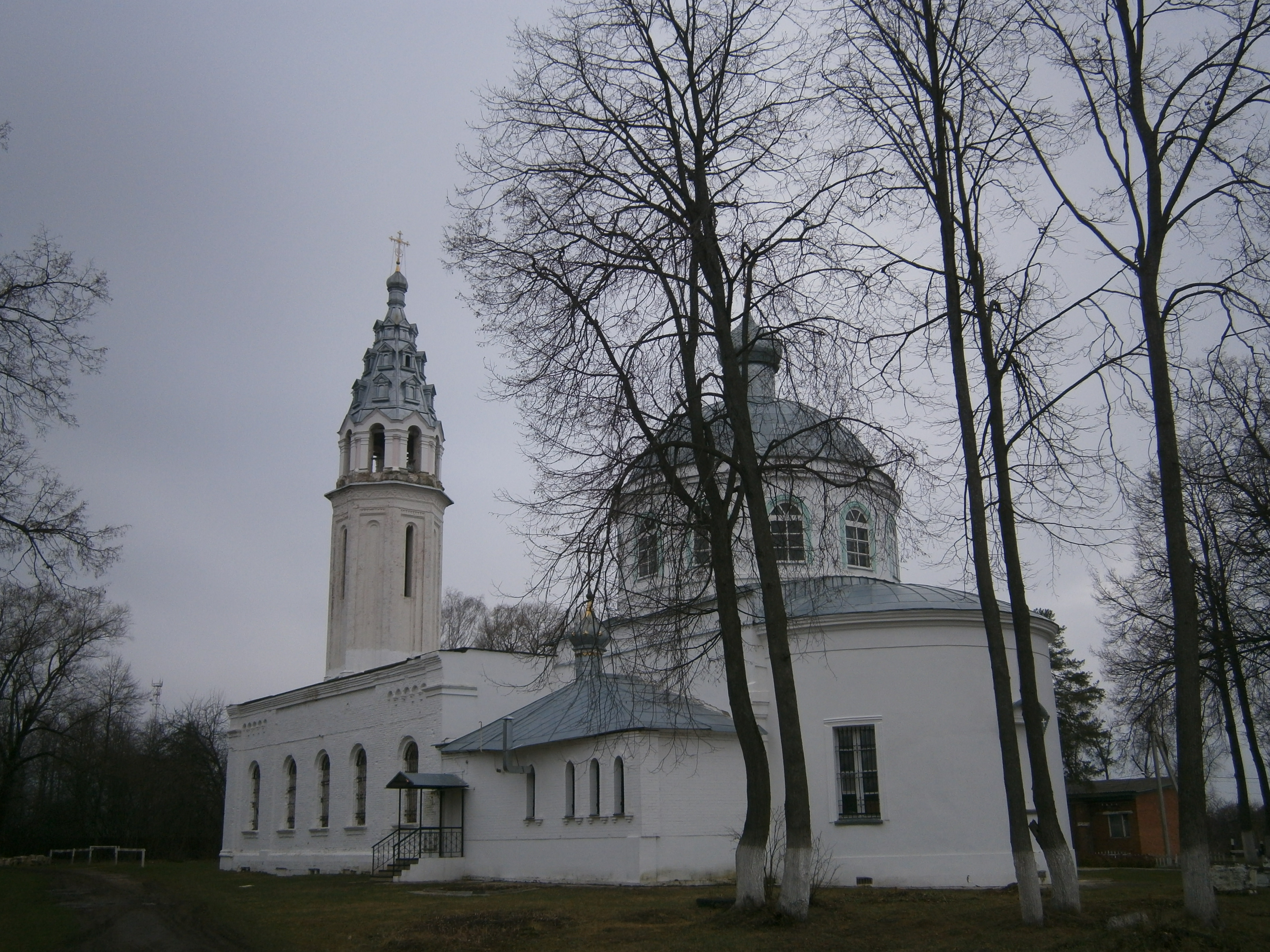
Церковь Троицы Живоначальной

В 1886 году село входило в состав Трехденевской волости Клинского уезда, насчитывался 91 двор, проживало 586 человек, действовала церковь, работало две лавки, ежегодно проводилась ярмарка.
В 1899 году село с 719 жителями относилось к Борщевской волости 2-го стана Клинского уезда, работало земское училище.
По данным на 1911 год число дворов составляло 135, действовало земское училище, имелась казённая винная лавка.
По материалам Всесоюзной переписи населения 1926 года — административный центр Захаровского сельсовета Борщевской волости Клинского уезда, в 8,5 км от Борщевского шоссе и 12,8 км от станции Решетниково Октябрьской железной дороги; проживало 588 человек (257 мужчин, 331 женщина), насчитывалось 132 хозяйства, из которых 114 крестьянских.
С 1929 года является населённым пунктом Московской области в составе Захаровского сельсовета Клинского района (1929—1954, 1958—1963, 1965—1966), Березинского сельсовета Клинского района (1954—1958), Захаровского сельсовета Солнечногорского укрупнённого сельского района (1963—1965), Спас-Заулковского сельсовета Клинского района (1966—1994), Спас-Заулковского сельского округа Клинского района (1994—2006), городского поселения Клин Клинского района (2006—2017), городского округа Клин (с 2017).
Постановлением Губернатора Московской области от 25 декабря 2018 года № 673-ПГ категория населённого пункта изменена с «деревня» на «село».

## Население
| 1852 | 1859 | 1886 | 1890 | 1899 | 1926 | 2002 |
| ---- | ---- | ---- | ---- | ---- | ---- | ---- |
| 568  | →568 | ↗586 | ↗672 | ↗719 | ↘588 | ↘269 |
| 2006 | 2010 |      |      |      |      |      |
| ↘248 | ↗252 |      |      |      |      |      |

## Достопримечательности
В деревне действует Троицкая церковь 1830 года постройки (перестроена в 1850-х годах В. О. Грудзиным и Н. В. Никитиным). Представляет собой типовую церковь в стиле классицизма, с Михаило-Архангельским и Казанским приделами в трапезной и шатровой колокольней.
В 1930-е годы была закрыта, вновь открыта в 1994 году, начат ремонт. Является памятником градостроительства и архитектуры регионального значения.
Кроме того, в Захарове находится братская могила советских воинов, погибших в годы Великой Отечественной войны, — памятник регионального значения.